# London Assurance
London Assurance è una commedia di Dion Boucicault portata al debutto a Londra nel 1841. L'opera fu il primo successo di Boucicault: rimasta in cartellone per tre mesi dopo la sera della prima, la commedia mostra ancora l'influenza di Oliver Goldsmith e Richard Brinsley Sheridan ma in essa si notano anche i cambiamenti stilistici e drammaturgici che spianeranno la strada ai grandi successi teatrali di Oscar Wilde negli ultimi due decenni del XIX secolo.

## Trama
Atto I
Charles Courtly torna ubriaco a casa del padre, Sir Harcourt, nel pieno della notte, portandosi dietro anche Richard Dazzle, un giovane che ha conosciuto la sera precedente. Sir Harcourt è un ridicolo damerino cinquantasettenne che è convinto che il figlio sia un ragazzo modesto e virtuoso, anche grazie alla servitù che nasconde le malefatte del giovane. Harcourt riceve la visita del vecchio amico Max, che gli concede la mano (e l'eredità) della nipote diciottenne Grace. Prima di lasciare Casa Courtly, Max incontra Dazzle e, scambiandolo per Charles, lo invita a Oak Hall, la sua tenuta nel Gloucestershire dove vive con Grace.
Atto II
A Oak Hall Grace discute con la serva Pert del suo matrimonio imminente con un gentiluomo che non ha mai incontrato. Dazzle e Charles arrivano alla tenuta e il giovane Courtly, non sapendo che la fanciulla è promessa al padre, comincia a corteggiare Grace. L'arrivo di Sir Harcourt sorprende Charles che, per ingannare il padre, finge di non essere se stesso, bensì un uomo d'aspetto identico chiamato Augustus Hamilton.
Atto III
L'energica Lady Gay Spanker arriva in visita con il fragile marito Dolly. Sir Harcourt si invaghisce immediatamente della donna, mentre Grace si innamora dell'uomo che crede essere Augusuts. Lady Gay, sua grande amica, la coglie in flagrante con Charles, che la convince a fingersi innamorata del padre per far sì che Sir Harcourt non sposi Grace. Lady Gay accetta e Charles, per mettere alla prova l'amore di Grace, torna ad interpretare se stesso e finge di essere appena arrivato ad Oak Hall e di aver visto Augustus morto lungo la strada. Grace, che non si è lasciata ingannare, finge di credergli.
Atto IV
Lady Gay, assecondando Charles, si finge innamorata di Harcourt e accetta di fuggire con lui, ma il piano è mandato a monte dall'intervento di Max, Dolly e Meddle, un avvocatucolo locale che aveva origliato e frainteso una conversazione tra Lady Gay e Courtly. Dopo essere stato sfidato a duello da Dolly, Sir Harcourt si rende conto di essere stato preso in giro e rompe il fidanzamento con Grace.
Atto V
Max riesce ad impedire il duello e Grace insiste per andare avanti con le nozze con Sir Harcourt per costringere Charles a dichiararsi. I creditori del giovane Courtly arrivano a Oak Hall per farsi pagare da Charles e, mentre Dolly perdona Lady Gay, Sir Harcourt scopre la vera natura del figlio e lascia che sposi Grace.